# 金中都太液池遗址
金中都太液池遗址，位于北京市西城区广安门外南街西侧，是金中都太液池的遗址。

## 历史
金中都太液池遗址，西北侧是老的广安门火车站，从火车站向北不远，铁路西侧过去是北京双合盛五星啤酒厂。
金中都太液池遗址，又称“西华潭遗址”。金朝天德三年（1151年）始建金中都城后，城内有皇城，皇城内有宫城。宫城西门玉华门之外，是皇家园林同乐园，园内有瑶池、蓬瀛、柳庄、杏村等名胜。金中都太液池遗址，为同乐园中的水池，是研究金中都城宫室方位的实物。
据专家考证，金中都太液池并非金朝才兴建，考虑到完颜亮是在辽朝燕京城的基础上扩建形成金中都，所以金中都太液池可能辽朝便已存在，是辽朝及金朝皇帝、后妃、太子游玩、宴请大臣之处。
金中都太液池后来被称为“鱼藻池”，水面呈马蹄形，凹口朝向西方，半包围着湖心半岛。1915年北京历史上最早的啤酒厂“双合盛”在广安门外建厂，专门在鱼藻池的湖心半岛为外国专家兴建了二层小洋楼。1930年代，德国律师洪生涛以其学生王有德的名义购得小楼。王有德后来参加抗日战争，下落不明。1949年，北京市房管局专门登报寻找王有德，但无回音。1952年，洪生涛被驱逐出境。
1951年时，鱼藻池有芦苇、水鸟，鱼藻池的湖心半岛上仍为德国人洪生涛的住宅，种植着苹果树、李子树，周边民众经常趟过湖水去偷苹果。1958年大跃进，组织青年学生疏浚鱼藻池，因此将鱼藻池更名为“青年湖”。1965年，建成露天游泳场。1980年代又辟建网球场和棒球场。当时，青年湖北半部已经被填平辟为游泳池，南半部水面仍然保留。
1988年前后，青年湖所在的这块土地被出售，一多半的湖面被填土，开始动工兴建别墅群。别墅群建在原来的湖心半岛上。1991年时，正在兴建中的别墅群突然停工，形成烂尾楼，截至2013年该未完工的别墅群仍然荒废着。整个青年湖的湖水早已被排干，变成了植物茂密的土地。别墅群停建后，无人管理的工地很快遍布野草，此后一度成为流浪人员聚集的场所，别墅群的门窗也被流浪人员和附近居民毁坏或拿走。这块土地几经转让，后来落入成立于1994年3月的北京金中都置业有限公司手中。
1994年，宣武区体育局用土地和一家房地产公司合作，成立“北京金中都置业有限公司”，启动了“金宫花园”项目，该项目的地址位于“鱼藻池旧址内”，面积将近4万平方米，用地性质是公寓，使用期限70年。那时获批准建设的房屋面积将近2.3万平方米，共有11栋楼，每栋三至四层，最高16米。项目主体工程封顶时，因向该项目贷款的银行倒闭，该项目建设资金链断裂，所以从1998年到2000年，该项目分别被北京、上海、海南的7家法院交叉封存，因此用地权属发生纠纷。2004年，宣武区人民政府对“金宫花园”项目开展股权整合，新公司在同年重新取得土地使用证，对规划进行修改，用地性质改为办公，总建设面积2.9万平方米，其中地上两层1.5万平方米，地下两层将近1.4万平方米，建筑檐口高度13.8米。但因各种原因及股东意见有别，该项目被搁置。2010年，“金宫花园”项目的股权在北京产权交易所挂牌出让，立业京城房地产有限公司（深圳立业集团的子公司）获100%股权。股权收购、财务成本、运营成本投入7亿元人民币。立业京城房地产有限公司的公开信息表示，该公司“正在北京市西城区开发占地70亩的顶级别墅项目”，“追求每个项目均能做到对土地价值的最大化开掘”。该公司将项目规划成地上两层，面积无变化，地下三层，面积增加将近2万平方米，所以总建设面积将近4.8万平方米。
鱼藻池自从变为房地产项目，文物保护专家就一直呼吁保护文物。2002年，《北京晨报》以《都市里的一片“鬼楼”》为题，率先报道了金中都太液池遗址变身烂尾楼的情况，北京大学教授侯仁之特委托学生朱祖希致信《北京晨报》，称金中都太液池遗址是北京最早的“生命印记”之一，建议将此处开辟成鱼藻池公园。宣武区人民政府本来希望收回鱼藻池，根据侯仁之的建议恢复水面，兴建鱼藻池公园。但该房地产项目负债2亿元人民币，宣武区人民政府无财力承担。
2004年该房地产项目股权整合，文物部门就规划方案征求专家意见。侯仁之、罗哲文、徐苹芳、王世仁四位专家表示，这是解决鱼藻池问题“不得已而为之的方法”，并且提出“减少园内住户，提供必要的地段对市民开放。鱼藻池南侧道路的规划应与鱼藻池衔接好，保证不再占用鱼藻池的范围。”2004年，侯仁之亲自探望金中都太液池遗址，面对烂尾楼感到痛心疾首。2010年，朱祖希表示将继续呼吁拆除烂尾楼，兴建鱼藻池遗址公园。后来，北京史研究会秘书长李建平研究员撰文称，“应该像保护圆明园遗址公园一样对待鱼藻池。将鱼藻池遗址确定为‘金中都皇家园林遗址公园’，拆除违建，恢复水面。”2013年，《北京晨报》再度报道金中都太液池遗址的情况，呼吁加以保护。
2011年，北京市文物局在《关于金中都太液池水面保护设计方案有关事宜的批复》中表示：“金中都太液池遗址为北京现存金中都宫城唯一遗址，是研究金中都城宫室的重要实物，为加强对金中都太液池遗址的保护，按历史原貌恢复水面，符合专家的论证要求。”还表示，应保证水面恢复不少于1.5万平方米，如可能应尽量扩大水域面积。2012年，北京市文物局在《关于金中都太液池遗址文物保护方案核准意见的复函》中称：“此工程为文物保护工程，应严格遵循文物修缮‘最少干预’和‘不改变文物原状’等原则。”北京市文物局的上述两个批复未明确地上面积用途。但北京市文物局明确建议，建设辽遗址展览馆，对北京市民开放。
2013年，经过三年酝酿，立业京城房地产有限公司在鱼藻池又规划了“金中都项目（原金宫花园会所式公寓翻改建项目）”。根据该项目的规划书，其定位是高端商务办公区和会所，“打造具有皇家气质的高端商务办公区”。在效果图中，水面将恢复，西部、北部及湖心岛将建成地上两层、地下三层的商务办公楼，“用来做文化办公会所，为文化传播公司和个人提供有品位的办公空间”，湖心岛上兴建“鱼藻殿”作为“中心会所”，“作为文化交流中心使用”。东部规划有大门、连廊、榭，其中连廊“向公众开放，是沿湖浏览空间，也可出售文化商品等”，榭是“水下展览馆的入口，展览馆内展示鱼藻池的历史文化，展示各类艺术品以及文物等，也可进行文物的出售和拍卖。”东南角建设“侯仁之碑亭”。水面下兴建“水下辽金遗址展览馆”。规划中声称，连廊、榭、方亭、侯仁之碑亭、辽金遗址展览馆均对市民开放。根据该规划，该项目的会所约15座，比现存的烂尾楼还多4座。西城区文化委员会主任孙劲松对此表示，“总建筑面积近4.8万平方米，辽金遗址展览馆不足3000平方米，这能叫‘文物保护工程’吗？”